# 米科拉伊夫卡 (赫梅利尼克區)
49°36′2″N 28°45′2″E / 49.60056°N 28.75056°E
米科拉伊夫卡（羅馬化：Mykolaivka）是烏克蘭的村落，位於該國西南部文尼察州，由赫梅利尼克區的薩姆霍羅多克市鎮負責管轄，始建於1873年，面積1.51平方公里，海拔高度317米，2024年人口502。